# Jean Dumontier (acteur)
Pour les articles homonymes, voir Dumontier.
Jean Dumontier est un acteur français né le 4 avril 1899 à Paris et mort le 21 mars 1966 dans la même ville .

## Biographie

### Jeunesse
Jean Dumontier naît le 4 avril 1899 à Paris (4e)  dans une famille d'artiste. Son père, Émile Louis Dumontier (1872-1930), est artiste lyrique ; sa mère, Adrienne Juliette Metsu (1878-1957), sans profession. Le couple divorce en 1910 et sa mère s'exile aux États-Unis où elle mènera une carrière d'actrice sous le pseudonyme d'Adrienne D'Ambricourt.

### Mort
Jean Dumontier meurt le 21 mars 1966 à son domicile dans le 15e arrondissement, à l'âge de 66 ans.

### Vie privée
Le 8 avril 1925, Jean Dumontier épouse à la mairie du 18e arrondissement l'actrice Made Siamé (1885-1974), qui lui survivra.

## Théâtre
- 1923 : Le Professeur Klenow de Karen Bramson, théâtre de l'Odéon : un chasseur d'hôtel
- 1928 : La Princesse lointaine d’Edmond Rostand, mise en scène Harry Baur, théâtre Sarah-Bernhardt : Trobaldo le Calfat
- 1929 : Tristan et Iseut  de Joseph Bédier et Louis Artus, mise en scène André Brulé, théâtre Sarah-Bernhardt : Prinis
- 1931 : Ces dames aux chapeaux verts d’Albert Acremant, théâtre Sarah-Bernhardt : Jacques de Fleurville
- 1942 : Sylvie et le Fantôme  d'Alfred Adam, mise en scène André Barsacq, théâtre de l'Atelier : Hector

## Filmographie partielle
- 1935 : Le Champion de ces dames de René Jayet
- 1935 : Le Contrôleur des wagons-lits de Richard Eichberg
- 1936 : La Course à la vertu de Maurice Gleize
- 1936 : Trois jours de perm' de Georges Monca et Maurice Kéroul
- 1937 : L'amour veille de Henry Roussell
- 1937 : Les Rois du sport de Pierre Colombier
- 1938 : Les Chevaliers de la cloche de René Le Hénaff
- 1938 : Le Temps des cerises de Jean-Paul Le Chanois
- 1939 : Feux de joie de Jacques Houssin